# Erromango
Erromango ist eine Insel der Neuen Hebriden und ist die größte Insel in Tafea, der südlichsten Provinz von Vanuatu. Eine kleine Nebeninsel ist die 91 Meter hohe Vete Manung.
Die höchste Erhebung bildet der Santop mit 886 m.
Im 19. Jahrhundert trug die Insel den Namen Martyr’s Island.
Auf Erromango wächst Sandelholz. Außerdem sind hier die Kauri- und Tamanubäume zu Hause. Es wurde viel abgeholzt, doch allmählich erholt sich die Natur. Zurzeit laufen Versuche, die Holzindustrie umweltverträglicher zu machen.
In der Geschichte von Erromango gab es vier Sprachen. Sie, Sorung, Ura und Utaha (Ifo). Heute wird fast nur noch Sorung and Utaha gesprochen. Vereinzelt finden sich noch Bewohner, die Ura sprechen. Die Sprachen bilden die Erromanga-Sprachen, einen Zweig der Süd-Vanuatu-Sprachen.
Am 20. November 1839 wurde auf Erromango der britische Missionar John Williams von Kannibalen getötet und verspeist.

## Bevölkerungsverteilung
Zwischen 1999 und 2009 nahm die Bevölkerung von 1560 auf 1950 zu.
Zum Zeitpunkt des Zensus 2009 wurden sechs Dörfer unterschieden, mit Einwohnerzahlen (von Nord nach Süd):
| Dorf        | Namensvarianten     | Lage       | Council Area    | Bevölkerung Zensus 2009 | Koordinaten                   |
| ----------- | ------------------- | ---------- | --------------- | ----------------------- | ----------------------------- |
| Port Narvin | Potnarvin           | Nordosten  | North Erromango | 550                     | 18° 44′ 51″ S, 169° 12′ 28″ O |
| Dillons Bay | Unpongkor           | Nordwesten | North Erromango | 750                     | 18° 49′ 06″ S, 169° 01′ 10″ O |
| Ipota       |                     | Osten      | South Erromango | 350                     | 18° 51′ 26″ S, 169° 17′ 09″ O |
| Hapiland    | Happy Land, Demsal? | Südwesten  | South Erromango | 100                     | 18° 53′ 37″ S, 169° 03′ 17″ O |
| South River | Unorah              | Südwesten  | South Erromango | 150                     | 18° 56′ 33″ S, 169° 10′ 35″ O |
| Antioch     | Yawisaghuwi         | Süden      | South Erromango | 50                      | 18° 58′ 20″ S, 169° 14′ 20″ O |

## Persönlichkeiten
- Juliette Pita (* 1964), Künstlerin